# 拳願阿修羅
《拳願阿修羅》是三肉必起·牙霸子原作、達露沒恩負責作畫，在「裏Sunday」WEB漫畫網站上連載的格鬥漫畫，第一部於2012年4月18日至2015年6月25日連載、第二部於2015年10月15日至2018年8月9日連載、2019年1月17日連載續作《拳願奧米迦》。2017年12月7日宣布製作動畫，於2019年7月31日在Netflix於全世界播映，動畫版由立木文彥擔任旁白(在日本PRIDE格鬥錦標賽的格鬥選手入場前宣傳預告片，就已擔任旁白之經歷)。
此外，該作品與原作者的另兩部正在連載中的《流汗吧！健身少女》、《一勝千金》有著共同的世界觀，同時部份角色有時更會互相客串。

## 故事簡介
《拳願阿修羅》的世界觀建立於表格鬥界和裏格鬥界（亦稱地下格鬥界）興盛的現代世界。拳願競技是日本大型企業之間的鬥爭，商人們賭上巨額利益雇用斗技者並令其對打之空手格鬥競技。原為平息商人鬥爭之手段，始于江戶中期，並傳承至現代。拳願會是裏格鬥界眾多團體中的頂尖者，許多企業團體會員參與其中，聘雇各流派格鬥選手爭取利益，其中乃木集團慶安二年創業，以乃木英樹為中心的企業集團、發展運輸業、出版業等業種，是拳願會最古老企業之一。
拳願絕命淘汰賽以賭上會長之位所舉辦的格鬥淘汰賽，其舉辦條件是必須獲得五十位會員的贊成。

### 《拳願阿修羅》劇情概要
山下一夫原本是乃木集團旗下「乃木出版社」的職員，他在職場與家庭失意，過著苦悶的生活。直至某夜外出偶然在街上遇見擊敗乃木集團時任鬥技者的青年十鬼蛇王馬後，被乃木英樹委任作為企業代表，負責照料取代前任鬥技者的王馬，透過乃木英樹派遣的秘書秋山楓和串田凜協助理解拳願會的運作。乃木英樹向時任拳願會會長片原滅堂揚言要成為繼任拳願會會長，發起拳願絕命淘汰賽，選擇讓合氣道鬥技者初見泉取代王馬成為乃木集團鬥技者，同時為增加支持者和當選拳願會會長的機會，利用拳願會的規則分別資助山下一夫和曾和王馬交手的理人成立各自的私人企業，讓山下一夫、王馬、理人得以參與拳願絕命淘汰賽。
山下一夫和王馬作為「山下商事」代表參加拳願競賽的過程中，不但結識眾多企業家和各流派的鬥技者，還被捲進企業和流派之間的鬥爭。與此同時，王馬也隨著劇情發展逐漸恢復過往的記憶。另一方面，作為拳願會派系百人會之首的東洋電力社長速水勝正為了奪權，派遣鬥技者和傭兵設局威脅拳願會，以包含拳願會成員和國家元首在內的眾人性命為要脅發動政變，滲透進速水旗下的「蟲」組織成員亦趁機展開行動，但由於滅堂錄下和播放速水的證詞，導致部分聽命於速水的鬥技者反戈，加著拳願會鬥技者和相關人員團結對抗速水的旗下人員，最終拳願方成功阻止這場政變，速水和多數共犯則被拘捕。
王馬為了解救被宿敵桐生剎那綁架的山下一夫，與桐生展開對決並戰勝後者，期間揭露了王馬的過往經歷：王馬和桐生出身自不法地帶「中」地區，王馬為趕走闖入領地的外敵，在不知情的狀況讓被生父當成移植臟器儲備者的桐生趁機逃走，後來王馬被二虎流創始者十鬼蛇二虎收留為徒，渴望和王馬再會的桐生將二虎當成不利於王馬的對象，受另一個自稱「十鬼蛇二虎」的男子教唆兼著手陷害二虎，結果導致二虎為了阻止處於「預借（憑神）」失控狀態的王馬身受重傷，被桐生的第二任師父平良嚴山在決鬥中重創死去，成為王馬向桐生復仇的契機。最終王馬在決賽前遭遇二虎和平良的舊識黑木玄齋，被告知古流柔術家臥王鵡角和二虎的關聯，於決賽中遭黑木重創敗北，賽後因為力竭失去生命跡象，被當時的眾多拳願相關人士認定已逝世。
拳願大賽落幕後，山下一夫正式離開「乃木出版社」經營「山下商事」，輔佐成為第59屆拳願會會長的乃木英樹；其餘拳願會鬥技者和相關人員也有各自的發展。

### 《拳願奧米迦》劇情概要
拳願絕命淘汰賽落幕兩年後，擁有空手道資歷的青年成島光我得知拳願會的存在，毛遂自薦加入「山下商事」，認識被片原滅堂引薦且容貌神似十鬼蛇王馬的青年臥王龍鬼，透過山下一夫的介紹和曾參與拳願大賽的鬥技者進行訓練。另一方面，裏格鬥界大型團體「煉獄」以併吞拳願會為目標，向拳願會發起雙方派遣13名成員鬥技者進行對決的競賽，曾在歷史上參與多數陰謀爭鬥的「蟲」組織亦暗中鎖定拳願會及十鬼蛇王馬相關人士，致使拳願會相關成員為對抗「煉獄」和「蟲」開始團結合作。
光我和山下一夫遭「蟲」組織成員襲擊之際，獲得王馬等人的協助解危而脫險。山下一夫被告知王馬在兩年前因為不明人士捐贈培育的心臟，獲得吳一族、拳願會相關人員協助治療和復健的經過；拳願會則在尋獲願意參與對抗「煉獄」的相關人員後，前往「煉獄」的競賽會場展開13強對抗賽，以6:5的勝績贏得競賽，正式和「煉獄」建立合作關係。吳一族和中國的吳氏聯合對抗愛德華·吳為首的征西派，造成吳一族時任族長吳惠利央傷重身亡。事後拳願會相關成員和吳族成員為吳惠利央舉辦喪禮，為了對抗「蟲」組織和提升實力個別展開行動，征西派則在經歷穩健派和激進派鬥爭後，由激進派代表愛德華·吳的複製人吉爾伯特·吳繼承領導者位階。
13強對抗賽落幕兩年後，拳願會和「煉獄」開始改變組織賽制，「蟲」組織開始在世界各地展開恐怖活動，拳願會、「煉獄」與吳族聯軍、表界政權人士、裏社會權威人士組成聯盟對抗「蟲」組織。作為「蟲」實質領導的申武龍在戰鬼盃競賽期間現身觀賽，意外和成島光我的堂叔父成島丈二和部份拳願會成員交好。光我和王馬為首的拳願相關人員探索「中」地區的過程，獲知「臥王流」創始者臥王鵡角曾經培養數個命名為「十鬼蛇二虎」的徒弟，但因為「蟲」組織搧動徒弟背叛損失多數弟子，還有龍鬼被臥王鵡角收養利用對抗「蟲」組織的真相。臥王鵡角因為先前試圖殺死聯繫者申武龍為族人和組織復仇，在光我和王馬等人離去後遭申武龍殺死。「蟲」組織領導者夏厭更出現在拳願會道出「蟲」在世界各地引起動亂、讓原麾下企業「死之商人」資助國家軍備設施的局勢，要求交出王馬和龍鬼。為了幫助光我探索擊敗聯繫者申武龍的技巧，成島丈二運用交情之便邀請申武龍，王馬、光我接受申武龍的指導進行訓練。一夫私底下與丈二、申武龍酒聚期間，透過試探申武龍理解後者是雙重精神的真相，申武龍坦承自己想要將自身與體內的人格「虎」分別移至王馬和龍鬼的身上，以求獲得足以交手的對象，於是和一夫達成「倘若能找到足以和申武龍匹敵的對象，申武龍將會放棄取用王馬和龍鬼的身軀」的協議，拳願會和「煉獄」也為此舉行「真王者淘汰賽」招集八名裏格鬥界代表選手互相競爭，篩選出足以和申武龍抗衡的強者。

## 用語名詞
| 表格鬥界、裏格鬥界 | 區分格鬥界的稱呼，一般社會大眾所知曉的格鬥界領域為「表格鬥界」，唯有較熟知門路對象知曉的地下格鬥界則稱作「裏格鬥界」，拳願會等部分格鬥團體隸屬「裏格鬥界」。在作者另一部格鬥漫畫作品《一勝千金》亦有登場，部份裏格鬥界有兼營女性格鬥賽事。 |
| 拳願會             | 大約300年前，時值正德5年的幕府時代，表面天下太平，其實暗地裡商人們以血洗血的鬥爭，日以繼夜的不斷發生。他們想得到的東西就是“御用商人”的地位。御用商人代表著皇室專屬商人的最高地位，以鑄造貨幣為首，於所有業種皆能獨占，提供物品給予幕府的權力，堪稱為頂級特權，也是所有商人極度渴望的地位。因為商人們之間的鬥爭引發許多的血腥，導致不良的連鎖反應。德川幕府第七代將軍德川家繼認為無秩序的暴力無法帶來任何建樹，所以把所有的商人召集一堂，並下達一道命令“如果想平息鬥爭，就堂堂正正的一決雌雄！”。結果商人們組成了一個工會，在商人之間彼此利益不一致的情況下，由雙方僱用的鬥技者，透過工會設立的場所，在工會成員的見證下，召開一對一的空手廝殺，直到一方倒下為止。將願望託付給鬥技者的拳頭--拳願會的由來。 拳願會的會員大概有417位左右，會依照企業資本額列出排名（通稱「拳願會企業排名」）。要取得會員權，必須以財富與社會地位獲得拳願會的承認，此外還有支付一億日圓為挑戰費，參加「會員權挑戰賽」挑戰拳願會會員以贏得會員權的捷徑，也能透過拳願會會員引薦獲得會員資格。拳願會成員不得私鬥，被舉發者會被取消會員資格，但事實上拳願會內部亦有派系鬥爭。攸關拳願會相關人員詳參拳願阿修羅系列角色列表。 乃木英樹上任拳願會會長後，顧及參加鬥技者連續參賽的風險性和減少死亡事故，開始禁止企業直接雇用新鬥技者，改採用模擬拳願會決戰模式的考試篩選登錄自由鬥技者和「約聘派遣鬥技者」的制度，由山下商事負責向企業提供派遣鬥技者。隨劇情推進也和裏格鬥團體「煉獄」建立合作關係，更將裏格鬥團體「D4」併為旗下低階組織。在作者另一部格鬥漫畫作品《一勝千金》提及，拳願會和「煉獄」在裏格鬥界團體中為排名和規模最頂尖的等級。 |
| 拳願絕命淘汰賽     | 拳願會會長職位爭奪戰，需要50名拳願會會員贊成，每一位會員參加費為五十億日圓，發起人如果輸了就要解散企業。以往由獲勝的拳願會會員成為繼任拳願會會長，但在第59屆競賽時改成獲勝的拳願會會員自行決定繼任會長人選。比賽地點為願流島。 |
| 願流島             | 拳願會會長用於舉行職位爭奪戰的島嶼。提供鬥技者對決的會場、選手休息區和醫務室、讓拳願會相關人員和觀眾住宿的旅館和交通設施。島上也有遊樂設施讓參訪者使用。為防範外敵入侵， 拳願會會長會固定派人巡邏警備。 |
| 護衛者             | 時任拳願會會長片原滅堂的私人護衛部隊，其中含有特設的「殲滅部隊」，多數成員是從收養的孤兒篩選護衛部隊人選，但也有特例，實力最頂尖者則會被封為「滅堂之牙」。本屆拳願絕命淘汰賽時期總數為500人。東洋電力政變事件中共有25名成員喪生，其後由二階堂蓮率領的「天狼眾」遞補人選。 |
| 守護者             | 東洋電力總長速水勝正的私人部隊。採排名制，排名越前面，就有越好的獎賞，排名前五人被稱為排名者。總數為1000人。在東洋電力謀反失敗和大賽落幕後，排名者全數殲滅，剩餘的成員全數逮捕。 |
| 天狼眾             | 二階堂蓮率領的部隊，原被速水勝正雇傭於在會場安裝炸彈，但在東洋電力謀反前得知被當作棄子，而將炸彈全數拆除。在東洋電力謀反失敗後，加入護衛者，成為護衛者特殊部隊「天狼隊」。 |
| 拳願號             | 世界最大級別的豪華觀光遊艇，全長380米，重量達25萬噸，是拳願會會長片原滅堂準備給二十八家企業前往願流島的交通工具之一。 |
| 絕命號             | 破舊貨輪，是拳願會會長片原滅堂準備給一百二十三家企業前往願流島的交通工具之一，在途中進行“拳願絕命淘汰賽預賽”，選出五家企業進行正式比賽。 |
| 吳氏族             | 最先發源自中國的殺手一族，特徵是黑底白瞳的雙瞳，擅長突破人體能力限制的「解放」。後隨著歷史發展區分成中國地區的「吳氏」、日本地區的「吳一族」、還有前往西方的「征西派」。其中日本的「吳一族」為培育擁有強大實力的後代，通常會選擇擁有過人實力的對象通婚，部份吳氏族成員同時在格鬥界活躍。 |
| 「非法占領地區」   | 通稱「中」，被日本政府放棄奪回的非法居住區，總面積48.77K㎡，居住人口總數為20萬人。當地治安惡劣且犯罪行為頻繁，階級嚴明。 |
| 「煉獄」           | 裏格鬥界僅次於「拳願會」的第二重要團體，在裏格鬥界和「拳願會」屬於頂尖等級團體。主要活動範圍在東亞，為確保鬥技者生還獲利和吸引觀眾，主辦的競賽會設下「倒地十秒出局」、「出界出局」、「不得殺害對手」的規則，也有因時制地的特殊賽規。《拳願omega》中透過併吞其他格鬥團體壯大組織。經過和拳願會13強對抗賽後，正式和拳願會建立合作關係，成為拳願會底下的獨立團體。「真王者淘汰賽」另創新分支裏格鬥界團體「餓狼」。 |
| 「毘沙門」         | 僅次於「拳願會」和「煉獄」的第三重要裏格鬥界團體，《拳願omega》中已被「煉獄」併吞。 |
| 「D4」             | 《拳願omega》中為僅次於「拳願會」和「煉獄」的第三重要裏格鬥界團體，原為4名富翁於1960年創辦，但經歷經濟蕭條和陸續轉手，由豐田出光收購並轉贈「拳願會」。 |
| 神殺山             | 隸屬於「煉獄」領土的活火山，頂部設有「煉獄」的決鬥場地，《拳願omega》中為「拳願會」和「煉獄」對抗賽的舉辦地點。 |
| 「UNDER GROUND-1」 | 日本關西大阪的裏格鬥界團體，在作者另一部格鬥漫畫作品《一勝千金》提及，是少部分有經營女性格鬥的裏格鬥界團體。 |
| 「伊勢龍」         | 中日本名古屋地區的裏格鬥界團體，由日本三大暴力團之一的「暴勇會」經營。在作者另一部格鬥漫畫作品《一勝千金》提及，是少部分有經營女性格鬥的裏格鬥界團體，在《一勝千金》時間線時有男性選手58名與女性選手64名。 |
| 「殺戮武鬥會」     | 日本裏格鬥界團體，以瘋狂無規則的危險度著稱，在作者另一部格鬥漫畫作品《一勝千金》提及，「殺戮武鬥會」由三大暴力團「仁和組」的旗下團體「慘齒祖」經營，是少部分有經營女性格鬥的裏格鬥界團體。 |
| 「蟲」             | 發源自中國的神秘組織，組織象徵為蜈蚣，成員們都會在身體紋上蜈蚣的刺青。在歷史上參與和引起許多動亂陰謀，有利用殘酷對決實驗篩選強者、擅用人體複製科技等事蹟。《拳願omega》中透露曾資助山下健藏和坂東洋平進行生物科技研究，後與兩者解約，同時鎖定十鬼蛇王馬。底下派生組織「死之商人（DEATH DEALER）」則在世界提供武器給各國對抗「蟲」，達成「蟲」組織制衡世界的目標。 |

## 出版書籍
《拳願阿修羅》
| 冊數 | 小學館         | 小學館                 | 青文出版社     | 青文出版社             | 封面角色                                     |
| 冊數 | 發售日期       | ISBN                   | 發售日期       | ISBN / EAN             | 封面角色                                     |
| ---- | -------------- | ---------------------- | -------------- | ---------------------- | -------------------------------------------- |
| 0    | 2016年1月16日  | ISBN 978-4-09-127010-8 |                |                        | 十鬼蛇王馬、今井小宇宙、片原滅堂（年輕時期） |
| 1    | 2012年12月18日 | ISBN 978-4-09-124110-8 | 2013年11月12日 | ISBN 978-986-310-807-8 | 十鬼蛇王馬                                   |
| 2    | 2013年1月18日  | ISBN 978-4-09-124237-2 | 2014年5月16日  | ISBN 978-986-310-979-2 | 山下一夫                                     |
| 3    | 2013年4月18日  | ISBN 978-4-09-124332-4 | 2014年10月9日  | EAN 471-8016-01034-5   | 秋山楓                                       |
| 4    | 2013年5月17日  | ISBN 978-4-09-124334-8 | 2015年3月18日  | EAN 471-8016-01204-2   | 桐生剎那                                     |
| 5    | 2013年9月18日  | ISBN 978-4-09-124417-8 | 2016年3月16日  | EAN 471-8016-01441-1   | 理人（中田一郎）                             |
| 6    | 2013年10月18日 | ISBN 978-4-09-124531-1 | 2016年6月22日  | EAN 471-8016-01879-2   | 今井小宇宙                                   |
| 7    | 2014年2月18日  | ISBN 978-4-09-124600-4 | 2016年10月20日 | EAN 471-8016-02031-3   | 冰室涼                                       |
| 8    | 2014年5月16日  | ISBN 978-4-09-124691-2 | 2017年1月19日  | EAN 471-8016-02133-4   | 因幡 良                                      |
| 9    | 2014年8月18日  | ISBN 978-4-09-125234-0 | 2017年3月16日  | EAN 471-8016-02205-8   | 澤田慶三郎                                   |
| 10   | 2014年10月17日 | ISBN 978-4-09-125478-8 | 2017年5月22日  | EAN 471-8016-02332-1   | 關林淳                                       |
| 11   | 2015年1月9日   | ISBN 978-4-09-125709-3 | 2017年9月11日  | EAN 471-8016-02529-5   | 鎧塚·薩柏因                                  |
| 12   | 2015年4月10日  | ISBN 978-4-09-126056-7 | 2018年4月19日  | EAN 471-8016-02881-4   | 二階堂蓮                                     |
| 13   | 2015年6月12日  | ISBN 978-4-09-126184-7 | 2018年10月22日 | ISBN 978-986-356-618-2 | 英初                                         |
| 14   | 2015年10月9日  | ISBN 978-4-09-126588-3 | 2019年1月17日  | ISBN 978-986-356-747-9 | 大久保直也                                   |
| 15   | 2016年3月11日  | ISBN 978-4-09-127082-5 | 2019年4月11日  | ISBN 978-986-356-873-5 | 阿古谷清秋                                   |
| 16   | 2016年6月10日  | ISBN 978-4-09-127300-0 | 2019年9月9日   | ISBN 978-986-512-057-3 | 吳雷庵                                       |
| 17   | 2016年9月9日   | ISBN 978-4-09-127434-2 | 2019年11月14日 | ISBN 978-986-512-129-7 | 若槻武士                                     |
| 18   | 2016年12月19日 | ISBN 978-4-09-127465-6 | 2020年2月13日  | ISBN 978-986-512-221-8 | 穆特巴.吉贊加                                |
| 19   | 2017年2月10日  | ISBN 978-4-09-127519-6 | 2020年7月22日  | ISBN 978-986-512-305-5 | 初見泉                                       |
| 20   | 2017年6月12日  | ISBN 978-4-09-127633-9 | 2020年10月21日 | ISBN 978-986-512-515-8 | 加奧朗.溫薩瓦德                              |
| 21   | 2017年8月18日  | ISBN 978-4-09-127757-2 | 2021年5月20日  | ISBN 978-986-548-533-7 | 十鬼蛇二虎                                   |
| 22   | 2017年10月19日 | ISBN 978-4-09-128007-7 | 2021年9月2日   | ISBN 978-626-303-543-0 | 亞當·達多力                                  |
| 23   | 2017年12月12日 | ISBN 978-4-09-128041-1 | 2021年12月6日  | ISBN 978-626-303-709-0 | 御雷零                                       |
| 24   | 2018年4月12日  | ISBN 978-4-09-128267-5 | 2022年3月17日  | ISBN 978-626-303-862-2 | 吳迦樓羅                                     |
| 25   | 2018年7月12日  | ISBN 978-4-09-128440-2 | 2022年6月2日   | ISBN 978-626-322-212-0 | 黑木玄齋                                     |
| 26   | 2018年10月19日 | ISBN 978-4-09-128700-7 | 2022年7月11日  | ISBN 978-626-322-496-4 | 加納咢                                       |
| 27   | 2019年2月19日  | ISBN 978-4-09-128839-4 | 2022年11月10日 | ISBN 978-626-322-775-0 | 十鬼蛇王馬                                   |

拳願阿修羅0
| 冊數 | 小學館        | 小學館                                                                        |
| 冊數 | 發售日期      | ISBN                                                                          |
| ---- | ------------- | ----------------------------------------------------------------------------- |
| 全   | 2016年1月12日 | ISBN 978-4-09-127010-8（通常版） ISBN 978-4-09-941866-3（附贈廣播劇CD特別版） |

《拳願奧米迦》
| 冊數 | 小學館         | 小學館                 | 青文出版社     | 青文出版社             | 封面角色                 |
| 冊數 | 發售日期       | ISBN                   | 發售日期       | ISBN / EAN             | 封面角色                 |
| ---- | -------------- | ---------------------- | -------------- | ---------------------- | ------------------------ |
| 1    | 2019年2月19日  | ISBN 978-4-09-128848-6 | 2023年1月9日   | ISBN 978-626-322-869-6 | 成島光我                 |
| 2    | 2019年7月19日  | ISBN 978-4-09-129290-2 | 2023年1月9日   | ISBN 978-626-340-218-8 | 臥王龍鬼                 |
| 3    | 2019年12月19日 | ISBN 978-4-09-129475-3 | 2023年4月11日  | ISBN 978-626-340-851-7 | 穗瀨神崎                 |
| 4    | 2020年1月17日  | ISBN 978-4-09-129506-4 | 2023年9月6日   | ISBN 978-626-362-216-6 | 成島丈二                 |
| 5    | 2020年4月10日  | ISBN 978-4-09-850093-2 | 2023年11月16日 | ISBN 978-626-362-604-1 | 暮石光世                 |
| 6    | 2020年7月10日  | ISBN 978-4-09-850195-3 | 2024年4月29日  | ISBN 978-626-383-053-0 | 山下一夫                 |
| 7    | 2020年11月12日 | ISBN 978-4-09-850327-8 | 2024年6月5日   | ISBN 978-626-383-358-6 | 卡洛斯·梅戴爾            |
| 8    | 2021年3月12日  | ISBN 978-4-09-850477-0 | 2024年10月日   | ISBN 978-626-383-538-2 | 三朝                     |
| 9    | 2021年6月10日  | ISBN 978-4-09-850592-0 |                |                        | 奈丹・蒙赫巴特           |
| 10   | 2021年9月16日  | ISBN 978-4-09-850701-6 |                |                        | 速水正樹                 |
| 11   | 2021年12月10日 | ISBN 978-4-09-850829-7 |                |                        | 尼可拉·雷·班納（尚盧克） |
| 12   | 2022年3月10日  | ISBN 978-4-09-851024-5 |                |                        | 劉東城                   |
| 13   | 2022年6月10日  | ISBN 978-4-09-851158-7 |                |                        | 飛·王芳                  |
| 14   | 2022年9月12日  | ISBN 978-4-09-851276-8 |                |                        | 羅倫·多納爾              |
| 15   | 2023年1月12日  | ISBN 978-4-09-851538-7 |                |                        | 愛德華·吳                |
| 16   | 2023年4月12日  | ISBN 978-4-09-852001-5 |                |                        | 夏忌                     |
| 17   | 2023年7月19日  | ISBN 978-4-09-852553-9 |                |                        | 片原鞘香                 |
| 18   | 2023年9月19日  | ISBN 978-4-09-852831-8 |                |                        | 萊昂納多·席巴            |
| 19   | 2023年10月19日 | ISBN 978-4-09-852874-5 |                |                        | 理人（中田一郎）         |
| 20   | 2024年1月12日  | ISBN 978-4-09-853087-8 |                |                        | 片原烈堂                 |
| 21   | 2024年3月29日  | ISBN 978-4-09-853172-1 |                |                        | 臥王鵡角                 |
| 22   | 2024年6月6日   | ISBN 978-4-09-853404-3 |                |                        | 嵐山十郎太               |
| 23   | 2024年8月19日  | ISBN 978-4-09-853527-9 |                |                        | 金田末吉                 |
| 24   | 2024年9月19日  | ISBN 978-4-09-853603-0 |                |                        | 桐生剎那（短髮）         |
| 25   | 2024年10月10日 | ISBN 978-4-09-853643-6 |                |                        |                          |
| 26   | 2024年11月12日 | ISBN 978-4-09-853695-5 |                |                        | 喜多川·賈斯丁            |
| 27   | 2024年12月12日 | ISBN 978-4-09-853747-1 |                |                        | 加奧朗.溫薩瓦德          |
| 28   | 2025年2月12日  | ISBN 978-4-09-853859-1 |                |                        | 弓濱光                   |
| 29   | 2025年5月12日  | ISBN 978-4-09-854070-9 |                |                        | 吳風水                   |

## 網路動畫
2019年7月31日在Netflix于全世界播映，动画版由立木文彦担任旁白。第一季共分为两部分，全部24话。第一季第一部分12话于2019年7月31日上架,第二部分12话于10月31日上架。第二季第一部分12话于2023年9月21日上架, 第二部分于2024年8月15日上架。 范马刃牙 vs 拳愿阿修罗于2024年6月6日上架。

### 製作人員
原作 - 三肉必起·牙霸子、達露沒恩

原作協力・バトル監修 ： 小林翔

監督 - 岸誠二

系列構成 - 上江洲誠

角色設計・作画監督 - 森田和明

特殊作画・動作監修 - 松本剛彦、別役裕之（7話）

CG監督 - 福島涼太、西入俊雄

美術監督 - 阿久澤奈緒子

色彩設計 - 加口大朗

撮影監督 - 越山麻彦

編集 - 坂本雅紀

音響監督 - 飯田里樹

音楽 - 高梨康治

音楽製作 - 伊藤裕史

製作 - 石黒達也、木下哲哉、佐々木礼子、前田俊博、岩野貢、今瀬千早

動畫製作 - 比嘉勇二

制作 - NAS

動畫制作 - LARX ENTERTAINMENT

製作 - 拳願会（NAS、ポニーキャニオン、小学館、毎日放送、MAGNET、KLab）

### 使用曲

#### 主題曲
第1期
片頭曲「KING & ASHLEY」
作詞：Hiro、作曲：Nob.Sho （页面存档备份，存于）。
片尾曲「Born This Way （feat.YZERR & Vingo & Bark）」（1話-12話）
作詞：（BAD HOP （页面存档备份，存于））YZERR、Vingo、Bark、作曲（BAD HOP）：Jacob Lethal Beats。
片頭曲「哀紫電一閃」（13話之後）
作曲：オメでたい頭でなにより （页面存档备份，存于）
片尾曲「ASHURA」（13話之後）
作曲：TAEYO
第2期
片頭曲「RED」
作詞：MAH、作曲・編曲：SiM。
片尾曲「Shambles」
作詞：MIKU KOBATO、作曲・編曲：BAND-MAID。

#### 插入曲
| 曲目                                    | 使用話數 | 作者                                                                         |
| --------------------------------------- | -------- | ---------------------------------------------------------------------------- |
| 「Falling down」                        | 第8話    | 作詞・作曲 - Sho from MY FIRST STORY                                         |
| 「Make Me Crazy」                       | 第8話    | Undead Corporation / 作詞 - 朱美 / 作曲・編曲 - 社長                         |
| 「Behavior observation」                | 第9話    | 作曲・編曲 - 高山淳                                                          |
| 「万華鏡」                              | 第9話    | 編曲 - RagDöllz / 作詞 - Yuika、Remi/作曲 - Remi                             |
| 「in your face」                        | 第10話   | 作曲 - PABLO                                                                 |
| 「FUTURE DESTINATION」                  | 第10話   | 作曲・編曲 - KellySIMONZ                                                     |
| 「The Animal Fighter」                  | 第11話   | 作曲・編曲 - 藤澤健至 / 作詞 -Ray                                            |
| 「Black Phantom」                       | 第11話   | 作曲・編曲 - 片山修志                                                        |
| 「BATTLE OF GUILD」                     | 第12話   | 編曲 - FROZEN CAKE BAR / 作詞・作曲 - SSBMV                                  |
| 「Future」                              | 第12話   | 作詞・編曲 - SIRENT SCREEM / 作曲 - Tatsu Mikami                             |
| 「Axis of Hate」                        | 第12話   | DEVIL WITHIN / 作詞 - Micu / 作曲・編曲 - KENSUKE                            |
| 「冥土への祈り」                        | 第12話   | マグダラ呪念 / 作詞・作曲 - コタ魔魔子                                       |
| 「電撃雷轟」                            | 第13話   | 編曲-刃-yaiba-/作曲-藤澤健至                                                 |
| 「Dark Angel」                          | 第13話   | 作曲・編曲-Funta7                                                            |
| 「Verum cur non audimus」               | 第15話   | Regnum Caelorum Et Gehenna / 作詞 - Albert / 作曲 - swe                      |
| 「鬼神」                                | 第15話   | KIJI（狂奏カルマ） / 作曲 - KIJI / 編曲 - 瀧田イサム                         |
| 「it’s all over」                       | 第16話   | 作曲・編曲 - NEPHILIM / 作詞-BB                                              |
| 「MEGABULLETS」                         | 第16話   | FATE GEAR / 作詞・作曲・編曲 - Mina隊長                                      |
| 「Standing On The Grave of Yesterday」  | 第16話   | Silex/作詞 - Pete Klassen / 作曲・編曲 - Masha                               |
| 「Beautiful Beast」                     | 第16話   | 作曲・編曲 - 高梨康治 / 作詞 - REMI                                          |
| 「爆攻ハリケーン」                      | 第17話   | 作詞・作曲・編曲 - 爆弾幸気圧                                                |
| 「KNOCK ME DOWN」                       | 第17話   | 編曲 - KATAMALI / 作詞・作曲 - 満園庄太郎                                    |
| 「Last Dragon」                         | 第17話   | 編曲 - Galactica Phantom / 作詞 - Ray/ 作曲 - Takeshi Inoue                  |
| 「The Moment」                          | 第17話   | BRIDEAR / 作詞 - HARU / 作曲 - KIMI / 編曲 - VAMATO                          |
| 「The Opera House of Illusions」        | 第18話   | エミルの愛した月夜に第Ⅲ幻想曲を / 作詞・作曲・編曲 - サラ                    |
| 「Here it Comes~OGRE」                  | 第18話   | 作曲 - K-A-Z                                                                 |
| 「Cyber Moon」                          | 第19話   | 作曲・編曲 - Rie a.k.a. Suzaku                                               |
| 「業」                                  | 第19話   | 天照 / 作詞・作曲 - 大祀                                                     |
| 「The Fall」                            | 第20話   | ALICE IN HELL （页面存档备份，存于） / 作詞・作曲 - 浜手大典                 |
| 「The Emperor feat. らっぷびと,濱健人」 | 第20話   | 編曲 - ZiNG / 作詞 - Nob・ANCHOR（ZiNG） / 作曲 - らっぷびと・ANCHOR（ZiNG） |

## 外部連結
- 「ケンガンアシュラ」公式的X（前Twitter）
- アニメ「ケンガンアシュラ」 （页面存档备份，存于）
- 互联网电影数据库（IMDb）上《拳願阿修羅》的资料（英文）
- 豆瓣电影上《拳願阿修羅》的資料 （简体中文）